# Estación de El Putxet
El Putxet es una estación de ferrocarril metropolitano de la red de Ferrocarriles de la Generalidad de Cataluña (FGC) perteneciente a la línea 7 o línea de Balmes, incluida dentro del bloque de la línea Barcelona-Vallés situada en el barrio homónimo del distrito de Sarriá-San Gervasio de Barcelona. La estación tuvo en 2018 un tráfico de 1 645 173  pasajeros, de los cuales 200 848 correspondieron a la línea 7 de metro.

## Situación ferroviaria
Se encuentra en el punto kilométrico 1,4 de la línea férrea de ancho internacional Gracia-Av.Tibidabo, a 93 metros de altitud. El tramo es de vía doble y está electrificado.

## Historia

### Inicios
El ramal ya aparecía en el Plan de Enlaces Ferroviarios de 1933, partiendo de la estación de Gracia del ferrocarril de Sarriá (inaugurado en 1863) hasta la estación de Avenida Tibidabo, con cuatro nuevas estaciones: Plaza Molina, Padua, el Putxet y Avenida Tibidabo. Tendría una longitud de 1.860 metros que circularían bajo la Calle de Balmes y la Plaza de Molina hasta la Avenida del Tibidabo.
El ramal de Tibidabo, o Gracia - Avenida Tibidabo, fue inaugurado como un nuevo ramal del Tren de Sarriá por concesión del Ayuntamiento de Barcelona a la Compañía del Ferrocarril de Sarriá a Barcelona (FSB), que ya dependía de Ferrocarriles de Cataluña (FCC). La estación actual se inauguró el 30 de diciembre de 1953 con el nombre de Núñez de Arce, que era el nombre de la actual Plaza de Joaquim Folguera, donde la estación tiene la entrada, cuando se abrió al público el ramal desde la estación de Gracia hasta la de Avenida Tibidabo. Siempre ha sido una estación con tráfico exclusivo de trenes urbanos o metropolitanos.

### Declive y transferencia a FEVE
La Compañía del Ferrocarril de Sarriá a Barcelona (FSB),  a partir de la década de 1970 empezó a sufrir problemas financieros debido a la inflación, el aumento de los gastos de explotación y tarifas obligadas sin ninguna compensación. En 1977 después de pedir subvenciones a diferentes instituciones, solicitó el rescate de la concesión de las líneas urbanas pero el Ayuntamiento de Barcelona denegó la petición y el 23 de mayo de 1977 se anunció la clausura de la red a partir del 20 de junio.
Para evitar el cierre de la red de FSB, el 17 de junio de 1977 por Real decreto se transfirieron las líneas a Ferrocarriles de Vía Estrecha (FEVE) de forma provisional, mientras el Ministerio de Obras Públicas del Gobierno de España, la Diputación de Barcelona, la Corporación Metropolitana de Barcelona y la Ayuntamiento de Barcelona estudiaban el régimen de explotación de esta red. Debido a la indefinición se produjo una degradación del material e instalaciones, que en algún momento determinaron la paralización de la explotación.

### Bajo FGC
Con la instauración de la Generalidad de Cataluña, el Gobierno de España traspasó a ésta la gestión de las líneas explotadas por FEVE en Cataluña, gestionando así los Ferrocarriles de Cataluña (FCC) a través del Departamento de Política Territorial y Obras Públicas (DPTOP) hasta que se creó en 1979 la empresa Ferrocarriles de la Generalidad de Cataluña (FGC), la cual integraba el 7 de noviembre de 1979 a su red estos ferrocarriles con la denominación Línea Cataluña y Sarriá.
A partir de 1979 se impulsó una gran modernización de la línea debido a su deficiente estado. En julio de 1996, la actual L7 se integró bajo la marca Metro del Vallés, lo que se tradujo en un aumento de los servicios y frecuencia de paso de los trenes, acompañado de un cambio de imagen. Los servicios se numeraron, empezando a utilizar el color marrón y la identificación «U7» (U por urbano)
En 1982 cambió de nombre al tomar el nombre del barrio en el que se ubica, El Putxet. 
En 2003, junto con la puesta en funcionamiento de la línea 11, la U7 se integra en la red del Metro de Barcelona, pasando a formar parte de la numeración del suburbano y adquiriendo así su nombre actual: «L7». El pronóstico inicial era abrir la nueva conexión en 2007 con las líneas L9 y L10, pero, dados varios contratiempos, la fecha se retrasó. En junio de 2011, el Departamento de Territorio y Sostenibilidad de la Generalidad de Cataluña anunció que este tramo, aún no construido, se paralizaba temporalmente mientras se buscaba nueva financiación, evitando el método alemán o peaje sombra utilizado en el resto de la obra.
A mediados de 2016 comenzaron las obras de mejora de la accesibilidad de la estación, lo que supuso la instalación de dos ascensores y la ampliación del edificio existente en la plaza de Joaquim Folguera, con el fin de adecuar uno de los ascensores. Los trabajos finalizaron a principios de septiembre de 2017, con la puesta en marcha de los nuevos ascensores. 
La conexión con la L9 y L10 del metro de Barcelona está en construcción. Contará con dos accesos, uno situado en la plaza Joaquim Folguera y otro en la calle Balmes (lado Besòs). Será una estación tipo pozo de 55 metros de profundidad y 26 metros de diámetro. Contará con 6 ascensores grandes y 2 ascensores para personas con movilidad reducida (PMR).
Se espera la inauguración de las líneas 9 y 10 en 2028 o 2029, tras la puesta en marcha del tramo común del túnel, aunque actualmente las obras están paralizadas.

## La estación[2]
Está situada bajo la Calle de Balmes, a la altura de la plaza Joaquim Folguera. En diciembre de 2010 se puso en servicio una nueva entrada con un edificio, inicialmente provisional, junto a la Plaza Joaquim Folguera que sustituyó al original, con el objetivo de dejar espacio para el pozo de la estación de la ampliación de la línea 9. El paso subterráneo entre las dos plataformas también estaba fuera de servicio. En agosto de 2017 se reabrió el paso entre andenes y en septiembre de 2017 entraron en servicio dos nuevos ascensores y la ampliación del edificio de la plaza que hacía accesible la estación, alcanzando con esta actuación el 100% de la red metropolitana de FGC adaptada. Posteriormente, el Putxet se convertirá en un punto de enlace con la línea de metro L9/L10.
La actual estación de El Putxet cuenta con dos accesos, uno por la calle Balmes y otro por la plaza Joaquim Folguera. El acceso a través de Balmes tiene escaleras fijas, es original de la línea y conduce a un pequeño vestíbulo con máquinas expendedoras de billetes y barreras tarifarias. Desde el vestíbulo se puede bajar a la plataforma de la vía 1 (sentido Avenida Tibidado) a través de una escalera o ir al escalón superior entre andenes por otro tramo de escaleras. El acceso a través de la plaza de Joaquim Folguera es a través de un edificio rectangular a nivel de superficie, con máquinas expendedoras de billetes y barreras tarifarias de control de accesos. El acceso baja al andén de la vía 2 (sentido Barcelona) y al escalón superior que une los dos andenes de la estación mediante escaleras fijas. Además, hay un ascensor entre el edificio, el paso superior entre andenes y el andén de la vía 2. Hay otro ascensor entre el escalón superior y el andén en la vía 1. Los trenes circulan por el nivel inferior formado por las dos vías generales y andenes laterales de 60 metros de longitud. La nave de esta infraestructura tiene una bóveda cubierta con azulejos blancos, lo que le da un aspecto clásico.

## Servicios ferroviarios
El horario de la estación se puede descargar del siguiente enlace. El plano de las líneas del Vallés en este enlace. El plano integrado de la red ferroviaria de Barcelona puede descargarse en este enlace.
| << cabecera                   | < estación | línea     | estación >       | cabecera >>      |
| ----------------------------- | ---------- | --------- | ---------------- | ---------------- |
| Línea Barcelona-Vallés de FGC |            |           |                  |                  |
| Barcelona-Plaza de Cataluña   | Pàdua      |           | Avenida Tibidabo | Avenida Tibidabo |
| Metro                         |            |           |                  |                  |
| Aeroport T1                   | Mandri     | (2028/29) | Lesseps          | Can Zam          |
| Pratenc                       | Mandri     | (2028/29) | Lesseps          | Gorg             |